# Shannonomyia (Shannonomyia) minutipennis
Shannonomyia (Shannonomyia) minutipennis is een tweevleugelige uit de familie steltmuggen (Limoniidae). De soort komt voor in het Neotropisch gebied.